# 水圧破砕法

水圧破砕法によるシェールガス採掘が地震を誘発することを示す概念図

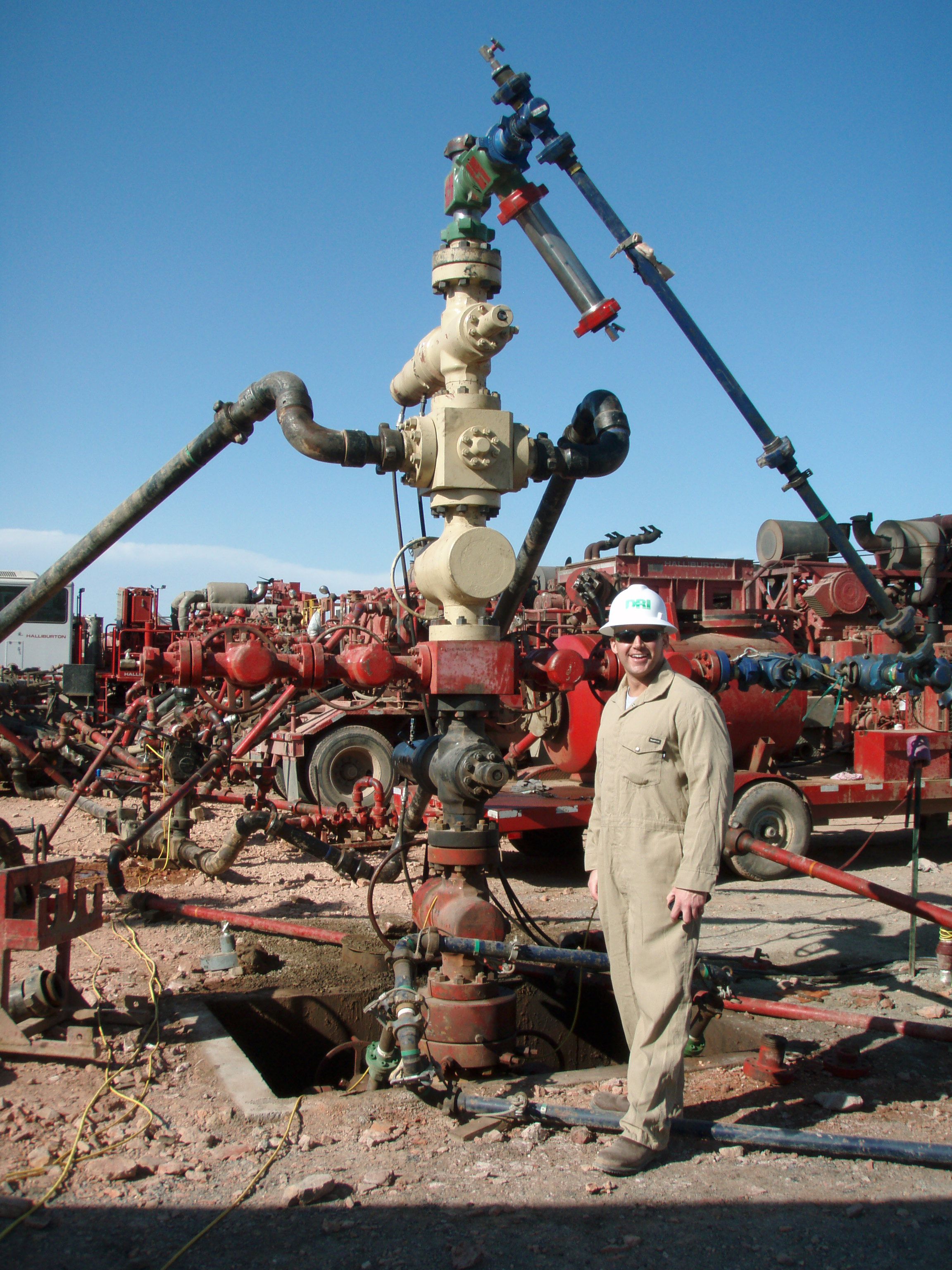
流体を地中に注入する装置

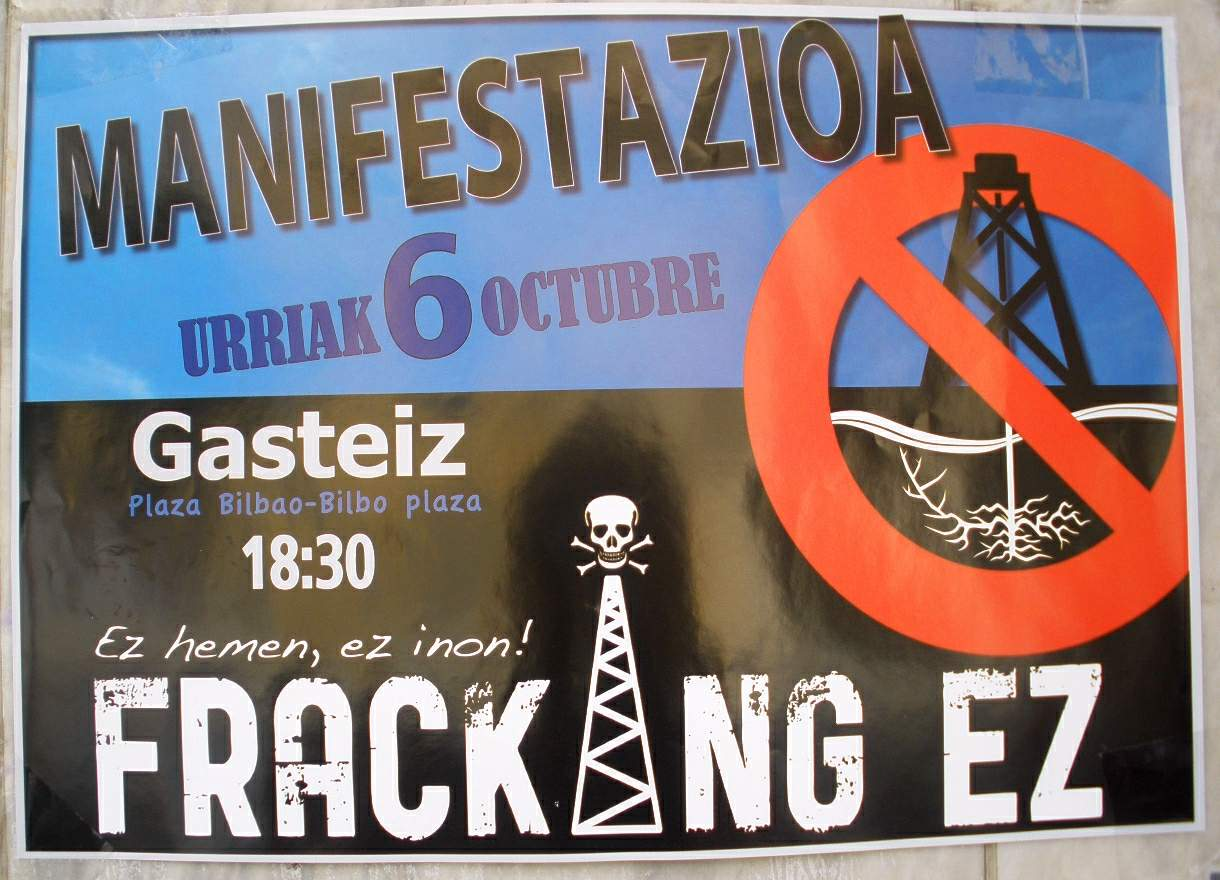
水圧破砕反対のポスター、2012年10月、ビトリア＝ガステイス

水圧破砕法（すいあつはさいほう、英語: Hydraulic fracturing）は、地下の岩体に超高圧の水を注入して亀裂を生じさせる手法である。高温岩体地熱発電や、シェールガス・タイトオイル（シェールオイル）の採取に用いられている。

## 概要
天然ガスや石油の掘削の際は、特殊な砂粒（プロパント proppant）や、酸・防腐剤・ゲル化剤・摩擦低減剤などの化学物質を添加した水が使われており、フラクチャリング流体（fracturing fluid）またはフラッキング水（fracking water）とよばれる。
化学物質による地下水の汚染、大量の水使用による地域の水不足の可能性、排水の地下圧入による地震発生の危険性といった問題点が指摘されている。
アメリカ合衆国の産油地帯では、頁岩層から天然ガスを採取する手法として知られており、2020年代においては環境に影響を及ぼす可能性の有無が、政治レベルで議題となることがある。